# Theodor Scheimpflug
Theodor Scheimpflug (Vienna, 7 ottobre 1865 – Mödling, 22 agosto 1911) è stato un fotografo e ufficiale austriaco, che ha elaborato un metodo sistematico, degli apparecchi fotografici, per la correzione della prospettiva nell'aerofotogrammetria, nota come Regola di Scheimpflug. Egli ha negato di averla formulata per primo, affermando che lo scoperta fu effettuata prima dall'ingegnere francese Jules Carpentier.
Ha studiato ingegneria meccanica nel 1895-1898 presso l'Università tecnica di Vienna. Successivamente, ha prestato servizio come fotografo e ufficiale militare. La morte del padre nel 1901 lo ha reso economicamente indipendente: quindi lasciò il servizio da ufficiale, riprendendolo nel 1905 per dedicarsi alla sua ricerca privata.